# Оръжие на възмездието
Оръжие на възмездието (на немски: Vergeltungswaffe; V-Waffen) е название на редица амбициозни авиационни и ракетно-артилерийски проекти нацистка Германия за създаване на оръжия за по-ефективни бомбардировки на английските градове, както и за планирани атаки на територията на САЩ, като отмъщение за бомбардировките на съюзниците., Оръжието на възмездието е една от насоките за развитие на така нареченото Wunderwaffe (Оръжие-чудо).
Като синоними на Оръжие на възмездието, пропагандистите на Третия райх използват в изказванията си понятия като „Копието на Вотан“, „Мечът на Зигфрид“ и други подобни от древногерманската митология.
От момента, в който ръководителите на Третия райх разбират, че Германия е напът да загуби войната, Оръжието на възмездието става нарицателно за доста образци на нова немска военна техника с възможен принос за предполагаемата победа.
Всички тези оръжия са предназначени за употреба срещу цели във Великобритания, но след успешния десант на съюзниците в Нормандия, са съсредоточени към цели на континенталната територия на Западна Европа. Основното Оръжие на възмездие са ракетите Фау-1 и Фау-2, както и артилерийското оръдие Фау-3.
Поради високата степен на секретност и почти пълната липса на документация в условията на хаос в последните месеци на войната и следвоенното време, Оръжието на възмездието, заедно с Оръжието-чудо, се превръщат в обект на широки спекулации в псевдонаучните среди и в медиите, често без каквато и да е връзка с реалността.

## История
Проучванията по проекта А-4 (по-късно – Фау-2), впоследствие определен като Оръжие на възмездието, започват на 28 юни 1940 г., със срещата на Началника на артилерийско-техническото управление на сухопътните войски Емил фон Лееб с генерал-фелдмаршал Валтер фон Браухич.
След поражението в Битката за Британия и редица неуспешни немски рейдове, започва ускорена работа по проектиране и създаване на проектите Фау.

## Управляеми ракети с далечен обсег
- Най-известните проекти на Оръжия на възмездието с масово бойно приложение са реактивният безпилотен самолет-снаряд (крилата ракета) Фау-1 (V-1, Fi-103) и балистичната ракета Фау-2 (V-2, A4).

- По-малко известен, но въпреки това реално съществувал още от 1942 г. проект, достигнал до някаква степен на изпълнение е този, на 100-тонната управляема двустепенна и първата в света междуконтинентална балистична ракета (МБР) А-9/А-10 Amerika-Rakete, или Projekt Amerika за бомбардировки на Ню Йорк и на други градове по източното крайбрежие на САЩ. Чисто технически, това е по-скоро свръхзвукова крилата ракета, тъй като нейната втора степен е представлява крилат ракетоплан, движещ се не по балистична, а по планираща траектория. Към 1 януари 1945 г. само в Пенемюнде над проекта на двустепенната ракета А-9 (Lрак = 18 m, обхват: 4000 km, а според западни източници – 5000 km) работят 1940 специалисти[5]. През януари 1945 г. са осъществени два тестови старта на А-9.

Срещат се твърдения, че към края на войната програмата А9/А10 е близо до реализация или дори, че нейната пилотирана версия стига до тестове. Подобна информация за каквито и да е съществени работи по програмата А9/А10 предизвиква съмнения, тъй като не съществуват материални доказателства за практическото реализиране на този проект. Според разследване, проведено от списание „Техника - молодёжи“, програмата не стига по-далеч от етап идейни проекти и предварителни изчисления.. Предполагаемите експериментални стартове на A9 вероятно са резултат от объркване с реално проведените (неуспешни) изстрелвания на ракетата A4b – крилата версия на ракета A4, която по мнението на конструкторите е с по-голям обсег.
Съществуват силни съмнения в това, че А9/А10 изобщо е в състояние да функционира, тъй като ключов елемент в нея е свръхзвуковото планиране на крилатата степен A9 в плътните слоеве на атмосферата. Проблемът на устойчивия аеродинамичен свръхзвуков полет е успешно решен дълго време след края на войната.
- Балистичната ракета с твърдо гориво Rheinbote представлява компактен снаряд и опит за създаване на тактическа неуправляема многостепенна ракета, способна да играе роля, аналогична на тежка артилерия, но със значително по-голяма мобилност. Ракетата е неуспешна поради ниската си точност и недостатъчното тегло на бойната част.

## Свръхдалекобойни артилерийски оръдия
- 150 mm многокамерно артилерийско оръдие Фау-3 (V-3), наричано също Помпа за високо налягане или „Стоножка“ (на войнишки жаргон). То притежава скорострелността на обикновена тежка гаубица 15 cm sFH 18 и ако успее да се сдобие с нейната нормативна работоспособност, със снарядите си ще причини значителни щети както в Лондон, така и по западното крайбрежие на Англия.

Въпреки това, високата себестойност, огромните размери и следователно – уязвимостта на подобни оръдия, силно ограничават тяхното приложение. Първите батареи на изграждащите се оръдия са успешно унищожени от съюзническата авиация, въпреки защитата на немците и усилията им да ги маскират или укрият в подземни тунели.

## Зенитни управляеми ракети
- Зенитна ракета Wasserfall
- Зенитна ракета Henschel Hs 117 Schmetterling
- Зенитна ракета Rheintöchter

В ситуация на тежки поражения, нанасяни от бомбардировките на съюзниците върху територията на Германия и нейната икономика, зенитните ракети са най-ефикасното Оръжие на възмездието, но ръководството на райха осъзнава това твърде късно. Масовото използване на зенитни управляеми ракети може да затрудни значително действията на бомбардировъчната авиация на съюзниците. И въпреки това, прилагането на високочестотни смущения, планиращи авиобомби и специализирано противорадиолокационно оръжие (в процес на разработване към края на войната) позволява на съюзниците да неутрализират до голяма степен тази немска заплаха.

## Управлявани авиационни бомби
- Управляема планираща бомба Fritz-x (SD-1400)

Първоначално опитите за прилагане на авиационни бомби с прецизно насочване срещу съюзническите кораби са успешни, но с увеличаващото се превъзходство във въздуха на съюзниците и ефективното прилагане на високочестотни смущения за борба с управляеми оръжия, бойното значение на бомбите силно намалява и до 1944 г. те са снети от въоръжение.

## Управляеми противокорабни ракети (ПКР) и ракети „въздух-земя“
- Противокорабна управляема ракета Hs-293 (A,B,C,D,E,F,H)
- Противокорабна управляема ракета Hs-294
- Противокорабни управляеми ракети Hs-295/Hs-296
- Противокорабна управляема ракета Hs-298

Германците са едни от първите, които успешно прилагат управляема ракета в бойни действия – на практика, планираща бомба с ускорител, облегчаващ единствено отделянето на бомбата от носителя (Hs 293, разработена за поразяване на вражески кораби). Първоначално прилагането на това оръжие е успешно, но засилването на мерките за противовъздушна отбрана на съюзниците и развитието на средствата за радиоелектронна борба, водят до свалянето от въоръжение на бомбите през 1944 г. Тествани са още няколко различни образци на подобно на оръжие, но те не намират приложение в бойни действия.
Основният проблем на немските противокорабни бомби и ракети е примитивната система за насочване (използвано е ръчно радиокомандно управление с визуално проследяване на бомбата от оператора). Подобно решение е ненадеждно и работи само при благоприятни условия, добра видимост и не позволявало създаване на оръжие с обхват повече от няколко километра.

## Управляеми ракети „въздух-въздух“
- Авиационна управляема ракета Ruhrstahl X-4 (RK 344)
- Авиационна управляема ракета Hs 298

Веднага след англичаните, немците започват да разработват управляеми ракети „въздух-въздух“, но не успяват да постигнат значителни успехи. Въпреки че към края на войната ракетата X-4 влиза в производство (управлявала се е ръчно от оператор от самолет-носител, визуално проследяващ нейния полет), успешното прилагане на подобно оръжие дори и срещу тежки бомбардировачи е малко вероятно. Още по-малко обещаваща е ракетата Hs 298, изискваща при управлението си съгласувани действия от страна на двама оператори.

## Реактивни ракетоплани и междуконтинентални реактивни бомбардировачи
- Като Оръжие на възмездието може да се приеме и проекта за космически (височинен) бомбардировач Silbervogel. Въпреки че този проект е спрян през 1941 г. (още преди началото на краха на Третия райх), по амбициозност и новаторство той отговаря на всички критерии за Оръжие на възмездието. След влошаване на положението на Германия през 1944 г., проектът отново е размразен.
- Amerika Bomber – турбовитлов самолет-носител Schnellbombertrager (P.A I) със скачен като втора степен турбореактивен бомбардировач P. A II.

Според германското командване, внезапното използване на неизвестни дотогава междуконтинентални ракети и бомбардировачи по мирни градове в САЩ, би разклатило нагласите на населението му за водене на война отвъд океана. Но всяко подобно действие от страна на страдащата от огромен недостиг на ресурси по това време Германия, вероятно би имал точно обратния ефект, обостряйки още повече желанието на американците да спечелят войната.